# 寶塔光肋螺
寶塔光肋螺（学名：Viriola pagoda）为左錐螺科雙肋螺屬下的一个种。